# 玛雅·林德斯肖伊
玛雅·林德斯肖伊（丹麥語：Maja Rindshøj，1997年4月9日—），丹麥女子羽毛球運動員。

## 簡歷
2015年4月，玛雅·林德斯肖伊出戰荷蘭羽毛球國際賽，與克里斯托弗·克努森合作奪得混合雙打亞軍。

## 主要比賽成績
只列出曾進入準決賽的國際賽事成績：
| 年份   | 賽事             | 公開賽級別 | 項目     | 拍檔              | 成績 |
| ------ | ---------------- | ---------- | -------- | ----------------- | ---- |
| 2015年 | 荷蘭羽毛球國際賽 | 國際系列賽 | 混合雙打 | 克里斯托弗·克努森 | 亞軍 |

| 2007-2017年 | 首要超級賽 | 超級賽 | 黃金大獎賽 | 大獎賽 | 國際挑戰賽 | 國際系列賽 | 未來系列賽 | 其他 |

| 2018-2026年 | 總決賽 | 超級1000賽 | 超級750賽 | 超級500賽 | 超級300賽 | 超級100賽 | 國際挑戰賽 | 國際系列賽 | 未來系列賽 | 其他 |